# منزل امینی
منزل امینی مربوط به دوره پهلوی اول است و در مشهد، پنجراه پایین خ، وحدت ۱۳، پ۲۱۵ واقع شده. این اثر در تاریخ ۱۲ تیر ۱۳۸۴ با شمارهٔ ثبت ۱۲۰۷۵ به‌عنوان یکی از آثار ملی ایران به ثبت رسیده‌است.